# Graffiti uskupení
Graffiti uskupení, na poli graffiti scény spíše známo jako crew (někdy též psáno jako krew či cru), je označení pro skupinu tvůrců, kteří se rozhodli vytvořit kolektivní identitu se specifickým názvem. Zapisování názvu v rámci veřejného prostoru může být zkracováno v kratší, časově přijatelnější podobě pro vytvoření. V rámci graffiti sféry existují i takzvané „jednočlenné crew“, kdy je název uskupení produkován jediným členem, případně jediným aktivním členem.  

## Definice
Za graffiti uskupení se v obecném slova smyslu považuje skupina graffitistů, kteří spolu dohromady spolupracují, obvykle pod částečnou kolektivní identitou. Název skupiny bývá při daném skutku zkracován častokrát ve dvou či tří písmenné podobě (na základě různých aspektů). V rámci uskupení může docházet i k vytváření různých mocenských struktur. Členové pak ke svým pseudonymům mohou připisovat i zkratky či celé názvy crew jejíž jsou součástí nebo naopak. 

## Celosvětově známé skupiny
Mezi jedno z nejznámějších graffiti uskupení patří One United Power (zkracováno jako „1UP“), které proslulo svým přesahem a produkcí videí i jiných prací.